# Arvid Axel Mardefelt
Arvid Axel Mardefelt, Arvid Axel Marderfelt, född ca 1655, död 18 maj 1708 i Litauen var en svensk friherre, general och riksdagsledamot. 

## Biografi
Arvid Axel Mardefelt var son till fältmarskalken Conrad Mardefelt. Han deltog 1677-79 i det skånska kriget och blev överste vid Södermanlands regemente 1697. 
Vid stora nordiska krigets utbrott 1700 förde han befälet över de svenska trupperna i Holstein. Han var Carl Gustaf Rehnskiölds närmaste man under slaget vid Fraustadt 1706. Senare samma år led han nederlag när han mötte en överlägsen motståndararmé under slaget vid Kalisz. Efter detta hamnade han i polsk fångenskap men frigavs snart. 
Han anses ha varit en av den karolinska arméns främsta infanteribefälhavare.